# Herrin (Illinois)
Herrin è un comune degli Stati Uniti d'America, situato in Illinois, nella Contea di Williamson, gemellata con il comune italiano di Cuggiono, Lombardia.
La popolazione era pari a 12 501 abitanti al censimento del 2010. Ad Herrin sono nati Steve Fisher, allenatore della squadra maschile di basket della San Diego State University e Joseph William Ozburn, insignito della Medal of Honor.

## Geografia fisica
Herrin si trova alle coordinate 37°48′9″N 89°1′41″W (37.802412, -89.028093).
Secondo il censimento del 2010, la città aveva una superficie pari a 24.5 km2, delle quali 23.9 km2 (o il 97.57%) sono terra e 0.60 km2 (o 2.43%) acqua.

## Storia
Herrin nasce da alcuni sparuti insediamenti nella Herring's Prairie, che prendeva il nome dal primo colono in pianta stabile, Isaac Herring, predicatore battista. In seguito, suo genero, David Herrin, si stabilì nella zona e la somiglianza tra i due cognomi portò alla trasformazione del nome a semplicemente Herrin's Prairie.
Isaac Herring mise piede per la prima volta nell'appezzamento di terra che sarebbe diventato un giorno Herrin il 4 novembre 1816, due anni prima che l'Illinois diventasse uno stato. Pagò 2$ ad acro per i 160 acri totali. Al giorno d'oggi l'area corrisponde grosso modo alla parte di città tra la 17ª e la 27ª e da West Cherry Street nella parte nord, fino a West Stotlar Street a sud. All'epoca Isaac Herring viveva nella contea di Jackson.
Herrin è stata negli anni fortemente caratterizzata dal fenomeno dell'immigrazione, in particolar modo italiana, tra fine '800 e i primi del '900. Le persone arrivavano per la maggior parte dalla Lombardia e molti di loro dal comune di Cuggiono e dai paesi ad esso limitrofi. La stragrande maggioranza degli italiani finiva per lavorare nelle miniere di carbone che caratterizzavano la zona.
Herrin è stata teatro nel 1922 dell'Herrin Massacre, durante il quale due minatori appartenenti ai sindacati e altre 19 persone vennero uccise.
Ad Herrin vi era anche il White City Park, luogo importante per la cittadina in quanto i fratelli Dorsey e addirittura Frank Sinatra hanno giocato a bocce sui campi che erano ospitati all'interno del parco e hanno anche tenuto uno spettacolo nella struttura. All'apertura del White City Park, avvenuta durante il Memorial Day del 1924, erano presenti 5000 spettatori. Il presidente Harry S. Truman venne ad Herrin nel settembre 1948. Tre futuri presidenti passarono da Herrin: Richard Nixon, John F. Kennedy e Ronald Reagan.

## Società
Secondo quanto rilevato dal censimento del 2000, vi erano 11 298 persone, 4831 abitazioni e 3014 famiglie residenti nella città. La densità della popolazione era pari a 532.0/km² .
Nella cittadina la popolazione era così divisa: il 22% minori di 18 anni, l'8,1% tra i 18 e i 24 anni, 26,8% tra i 25 e i 44, 22,7% dai 45 ai 64 e il 20,2% dai 65 anni in poi.

## Festival ed eventi
Ad Herrin si tiene l'annuale Herrinfesta Italiana, celebrazione delle radici italiane della cittadina, che avviene durante la settimana del Memorial day. L'evento, che dura 5 giorni, attira spesso più di 60 000 persone per musica dal vivo, cibo italiano, tornei di bocce e molte altre attività.

## Amministrazione

### Gemellaggi
- Cuggiono, dal 2015